# 大伴子虫
大伴 子虫（おおとも の こむし）は、奈良時代の官人。官位は従八位下・左兵庫少属。

## 経歴
当初、子虫は長屋王に仕えてその厚遇を受けていたが、神亀6年（729年）に発生した長屋王の変にて、中臣宮処東人からの誣告を受け、長屋王は自殺させられた。
天平10年（738年）子虫が左兵庫少属を務めていた際に、たまたま隣にある右兵庫寮の長官（右兵庫頭）の任にあった中臣宮処東人と政務の合間に囲碁に興じていたが、話題が長屋王に及ぶにあたり、子虫は憤りを発して東人を罵り始め、遂には抜刀して斬殺してしまった。

## 登場する小説
- 杉本苑子『檀林皇后私譜』中公文庫、1981年
- 豊田有恒『長屋王横死事件』講談社、1992年、のち『講談社文庫』（1996年9月）
- 深谷忠記『迷界流転―「長屋王の変」異聞』中央公論社、1998年、のち『平城京殺人事件』と改題して中公文庫（2001年2月）、同題名で光文社文庫（2004年12月）